# Jacques Borel (industriel)
Pour les articles homonymes, voir Borel et Jacques Borel.
Ne doit pas être confondu avec Jacques Bral ou Jacques Brel.
Jacques Borel, né le 9 avril 1927 à Paris, est un industriel français. Il lance en France la première enseigne de restauration rapide de hamburgers et les premiers restoroutes en 1968. Il a été un artisan de la baisse de la TVA pour la restauration à 5,5 % en France en 2009, réclamée depuis plus de trente ans par la profession.

## Biographie

### Famille
Jacques Borel est le fils de William Borel, administrateur de sociétés, et de Marie Le Monnier. Marié le 29 octobre 1949 avec Christiane Roubit (1926-2018), il a trois enfants : Patrick, Christian et Catherine.

### Débuts
Diplômé de HEC Paris en 1950, Jacques Borel effectue son apprentissage à des postes de direction chez IBM, dont son père, William Borel, dirige la branche française.
En 1952, Jacques Borel est envoyé dans la division d'IBM en Indochine, dans la ville de Saïgon, où deux de ses enfants naîtront. Jacques Borel et son épouse Christiane reviennent en France en 1956.

### Nouveaux restaurants
Au tournant des années 1950, Jacques Borel lit un article de magazine sur l'arrivée progressive des femmes dans le marché du travail. Convaincu que les foyers ne passeront plus autant de temps en cuisine et que deux salaires permettront plus de sorties, il décide de se lancer dans la restauration rapide, concept encore inédit en France à l'époque. En 1957, Jacques Borel crée son premier restaurant avec son épouse, l'Auberge Express, rue du Colisée, près de l'avenue des Champs-Élysées, le but étant de servir « douze clients par minute, soit un toutes les cinq secondes ». Il crée en 1961, rue du Quatre-Septembre à Paris, la version française des « Wimpy », marque de Chicago que Borel avait connue lors d'un stage à IBM à New York en 1949. Il qualifie ce premier établissement de restauration rapide en France de « café de l'an 2000 »,. C'est le début du hamburger en France, et ce onze ans avant la première apparition de McDonald's en France. Malgré un traitement médiatique difficile, France-Soir le qualifiant même d'« ennemi numéro 1 », la marque rencontre un succès instantané et Wimpy ouvre rapidement 15 autres restaurants à Paris ainsi que 5 en province.
En 1963, Jacques Borel lance le Ticket-Restaurant en marketant les tickets déjeuners remis aux ouvriers qui n'avaient pas de cantine dans l'entreprise pour les faire venir dans ses propres restaurants. En premier lieu taillés dans des vieux tickets de cinéma, les Tickets-Restaurants deviennent rapidement un système de grande échelle, « 43 millions de tickets restaurants sont émis chaque jour » aujourd'hui.
Scientifique des cuisines, il imite l'organisation standardisée des restaurants américains pour optimiser les coûts. Il crée la première centrale d'achats, devenue aujourd'hui Transgourmet, qui gère les achats (les hamburgers permettaient d'utiliser du steak haché plutôt que du bifteck, six à sept fois plus cher donc moins rentable) et même la gestion des postes : ainsi, il fait équiper les chaussures de ses serveurs de compteurs destinés à calculer le parcours le plus direct des cuisines aux tables pour arriver à 30 % de rotations de plus dans les différents restaurants. Mais son image publique se dégrade, l'assimilant à la nourriture industrielle de piètre qualité.
En 1969, il ouvre son premier restaurant d'autoroute sur l'autoroute A6, à l'aire de Venoy près d'Auxerre, avec un design de restaurant enjambant l'autoroute inspiré de ce qui se faisait en Italie, afin de capter les clients des deux côtés des voies. La formule self-service qu'il met en œuvre pour des clients pressés de repartir lui permet d'y servir jusqu'à 6 000 clients par jour, avec un record de 14 238 vacanciers au restaurant de Saint-Albain, sur l'autoroute du Soleil. Il calcule alors que tout automobiliste utilisant les toilettes de ses restoroutes sans consommer lui coûte 11 centimes. Dans le même temps, Borel se lance dans les centres commerciaux, alors en plein boom, et adapte ses chaînes de restauration rapide à différents formats : la pizzeria, les grillades, etc.
En 1972, il se lance dans l'hôtellerie avec l'ouverture des hôtels Jacques Borel. Face à une performance insuffisante, il décide de racheter la marque d'hôtels 4 étoiles Sofitel en 1975. Ce rachat déplait fortement au milieu de l'hôtellerie-restauration française, surtout lorsqu'il congédie Louison Bobet, fondateur-dirigeant du centre de thalassothérapie de Quiberon Thalassa International, filiale de Sofitel depuis 1971.

### Chute du groupe
Écarté par ses banquiers du conseil d'administration du groupe qui porte son nom en 1977, il est remplacé par Gérard Pélisson et Paul Dubrule en vue de réaliser une fusion entre la chaîne naissante Novotel et Jacques Borel International. Cette opération aboutit à la naissance du groupe hôtelier Accor en 1981 avec l'ajout à Novotel des marques Sofitel, Restoroute, Courtepaille, Ticket-Restaurant et Générale de Restauration, dotée de son propre bureau d'étude, d'une centrale d'achats (Scapa) et de son organisme de formation (AFHOR). Le groupe comptera jusqu'à dix-sept mille salariés. C'est en 1983 que l'enseigne Jacques Borel disparaît définitivement des restaurants sur autoroutes pour laisser place à la chaîne « L'Arche ».

### Poursuite des affaires
Après son remplacement au sein du conseil d'administration du groupe, Jacques Borel s'exile en Amérique latine où il lance une entreprise de restauration collective au Brésil et des activités similaires à Ticket-Restaurant, notamment au Mexique après avoir tenté de lancer, sans succès, une chaîne de restauration rapide « à la française » aux États-Unis sous l'enseigne de « Frère Jacques ». Il revient en France après la faillite de celles-ci et se reconvertit à plus de 70 ans en consultant auprès d'entreprises régionales de restauration collective.
Personnalité charismatique, il obtient au Canada une taxe sur la valeur ajoutée réduite pour l'hôtellerie, milite aux côtés de syndicats professionnels comme le Syndicat national de la restauration rapide (SNARR). Il parcourt actuellement l'Europe pour convaincre les différents gouvernements de l'intérêt d'une baisse de la TVA pour la restauration rapide et collective.
Depuis 1994, Jacques Borel dirige la Société Jacques Borel Consultants, société de lobbying auprès du Parlement européen pour faire baisser le taux de TVA dans la restauration. Cette société détient la totalité des titres des sociétés de lobbying Club VAT en Grande-Bretagne, Club Mtw en Allemagne, VSE Estato en Espagne, Swedish MSS Lob-Stad en Suède, RRC Romania en Roumanie et Eesti EEK Lsd en Estonie. Enfin, elle détient aussi une partie de la Société Tout Feu Tout Flam, créée en 2001 pour le développement d'une chaîne de restauration rapide composée de produits de terroirs principalement français mais aussi de certaines régions d'Europe dont des spécialités du Pays basque, de Catalogne ou d'Écosse.

## Image controversée
Dans les années 1970, la chaîne de restauration rapide Jacques Borel possède de nombreux restoroutes le long des autoroutes. Mais ils incarnent la malbouffe, la mauvaise restauration rapide et l'industrialisation de l'alimentation dont on peut retrouver l'écho dans le film L'Aile ou la Cuisse (1976) de Claude Zidi, avec Coluche et Louis de Funès, où le personnage de Jacques Tricatel (Julien Guiomar) est une caricature transparente de Jacques Borel. Dans son sketch Le Belge, Coluche se moque également de lui en détournant « ce plat pays qui est le mien », le refrain du Plat Pays de son presque homonyme Jacques Brel, en disant « on s'est arrêté pour manger chez Jacques Borel ; c'est celui qui a fait ce plat pourri qui est le mien » ; ou encore dans son sketch l’Ancien Combattant : « on leur [aux Allemands] a jeté nos boites de corned-beef pleines… des petites boîtes kaki dehors, caca dedans. C'étaient des boîtes qu'il nous restait de la guerre de 1870 déjà… il en est resté assez pour faire la guerre de 40. C'est seulement qu'arrivé en Algérie qu'on leur a dit : « On vous laisse l'Algérie mais vous nous reprenez le corned-beef ». C'est plus tard seulement qu'ils l'ont revendu à Jacques Borel, ça nous regarde pas, on n'est pas les plus malheureux, hein, on n'est pas obligé d'y aller ». Autres citations cinglantes : Renaud dans L'Auto-stoppeuse chante « On s'est arrêté pour bouffer après Moulins, et Jacques Borel nous a chanté son p’tit refrain : le plat pourri qui est le sien, j'y ai pas touché, tiens, c'est pas dur, même le clébard a tout gerbé ! » et le duo Font et Val dans La Conquête du Sud « On arrêtera la 4L du côté d'Avallon pour manger chez Jacques Borel et vomir à Dijon ».
Une allusion est également faite sur la qualité plus que médiocre de la nourriture des restoroutes dans le film L'Agression de Gérard Pirès en 1975, où Claude Brasseur joue un serveur de ce type de restaurant et se fait copieusement critiquer par les clients.
L'image de marque de ces restaurants d'autoroutes est souvent citée dans les cours de marketing comme un exemple de publicité négative : à la fin des années 1970, le nom « Jacques Borel » est devenu synonyme de « mauvaise nourriture », au point que l'unique moyen trouvé pour échapper à cette mauvaise image sera de changer de nom d'enseigne.
Jacques Borel se défend en affirmant dans les journaux : « je ne veux pas qu'on m'aime, je veux qu'on m'obéisse ».

## Prix et récompenses
- Chevalier de la Légion d'honneur (2008)[10],[11].